# Oblast Aqmola
Oblast Aqmola (Kazachs: Ақмола облысы; Aqmola oblısı, Russisch: Акмолинская область; Akmolinskaja oblast) is een van de 14 deelgebieden (oblast, provincie) van Kazachstan, gelegen in het noordelijke deel van het land. Het bestuurlijk centrum van de provincie is sinds 1999 de stad Kökşetaw (voorheen behoorde deze stad plus enkele nabije districten tot de provincie Noord-Kazachstan).
De oblast is vernoemd naar de stad Aqmola, dit is de vroegere naam van de stad die in 1998 tot hoofdstad (Nur-Sultan) werd gepromoveerd. Nur-Sultan wordt wel omringd door de oblast, maar vormt een eigen onafhankelijke bestuurlijke regio.
De oblast is administratief-territoriaal ingedeeld in 19 eenheden: 17 districten (ауданы) en 2 stadsgouvernementen (Қ.Ә.).
De oblast heeft een oppervlakte van 146.000 km² en een inwonertal van 737.000 (01/01/2015), waarvan 156.000 in Kökşetaw. In 1989 woonden er nog ongeveer 1.064.400 mensen.

## Geografie
De oblast wordt gekenmerkt door heuvellandschappen en steppe. Aqmola en de Oblast Karaganda zijn de enige twee oblasten van Kazachstan die niet in verbinding staan met het buitenland. De oblast grenst in het zuiden aan de Oblast Karaganda, in het westen aan de oblast Qostanay, in het noorden aan de oblast Soltüstik Qazaqstan en in het oosten aan de oblast Pavlodar.

## Geschiedenis
De oblast werd geformeerd op 19 mei 1854 uit delen van de oblast Omsk en van de oblast van de "Siberische Kirgiezen" (Kazachen) en had Omsk als haar hoofdplaats. Vanaf 1868 werd het oblast Akmola genoemd. Historisch werd het in Rusland beschouwd als een deel van Siberië, Russisch Centraal-Azië bestond uit het Generaal-gouvernement Turkestan.
Later werd de oblast opgedeeld in de huidige oblasten Aqmola, Petropavlovsk (Soltüstik Qazaqstan) en Omsk.

## Economie
In de oblast wordt vooral landbouw bedreven, waarbij onder andere tarwe en rogge worden verbouwd. Daarnaast bevindt zich enige goudwinning en kolenmijnbouw in de oblast. De oblast ligt in de nabijheid van Russische industriegebieden als het Oeralgebied en de oblasten Tjoemen, Omsk, Tomsk en Novosibirsk, waarmee de economische relaties (zie Maagdelijke gronden campagne) na de val van de Sovjet-Unie zijn gehandhaafd. Met andere deelgebieden in Kazachstan worden de economische relaties versterkt.

## Demografie
De bevolking van de oblast bestond in 2002 voor 43,3% uit Russen en 25,5% uit Kazachen. In de oblast bevinden zich 2 steden onder oblastjurisdictie: Kökşetaw en Stepnogorsk, en 8 steden onder districtsjurisdictie: Aqköl, Atbasar, Derzjavinsk, Jesil, Jerejmentav, Makinsk, Stepnjak en Sjtsjoetsjinsk.
De oblast bestaat daarnaast uit 17 districten, 15 dorpen en 245 plattelandsgemeenten.